# 3 000 mètres steeple masculin aux Jeux olympiques d'été de 1984
Pour un article plus général, voir Athlétisme aux Jeux olympiques d'été de 1984.
Navigation
Moscou 1980 Séoul 1988
L'épreuve du 3 000 mètres steeple masculin aux Jeux olympiques de 1984 s'est déroulée du 6 au 10 août 1984 au Memorial Coliseum de Los Angeles, aux États-Unis. Elle est remportée par le Kényan Julius Korir.

## Résultats

### Finale
| Rang               | Athlète         | Pays             | Temps         |
| ------------------ | --------------- | ---------------- | ------------- |
| Médaille d'or      | Julius Korir    | Kenya            | 8 min 11 s 80 |
| Médaille d'argent  | Joseph Mahmoud  | France           | 8 min 13 s 31 |
| Médaille de bronze | Brian Diemer    | États-Unis       | 8 min 14 s 06 |
| 4                  | Henry Marsh     | États-Unis       | 8 min 14 s 25 |
| 5                  | Colin Reitz     | Royaume-Uni      | 8 min 15 s 48 |
| 6                  | Domingo Ramon   | Espagne          | 8 min 17 s 27 |
| 7                  | Julius Kariuki  | Kenya            | 8 min 17 s 47 |
| 8                  | Pascal Debacker | France           | 8 min 21 s 51 |
| 9                  | Tommy Ekblom    | Finlande         | 8 min 23 s 95 |
| 10                 | Roger Hackney   | Royaume-Uni      | 8 min 27 s 10 |
| 11                 | Peter Renner    | Nouvelle-Zélande | 8 min 29 s 81 |
| 12                 | Fethi Baccouche | Tunisie          | 8 min 43 s 40 |

## Légende
Records et Performances
- AR : Record continental (area record)
- CR : Record des championnats (championship record)
- MR : Record du meeting (meet record)
- NR : Record national (national record)
- OR : Record olympique (olympic record)
- PR : Record paralympique (paralympic record)
- PB : Record personnel (personal best)
- SB : Meilleure performance personnelle de la saison (season's best)
- WL : Meilleure performance mondiale de l'année (world leader)
- WJR : Record du monde junior (world junior record)
- WR : Record du monde (world record)

Circonstances et Conditions
- DNF : N'a pas terminé (did not finish)
- DNS : N'a pas pris le départ (did not start)
- DQ : Disqualification (disqualification)
- NM : Aucun essai valable enregistré (No Mark)
- Q : Qualifié « directement » au prochain tour (ou à la prochaine compétition), lors d'une compétition majeure, grâce au classement ou à la réalisation des minima (automatic qualifier)
- q : Qualifié au prochain tour (ou à la prochaine compétition), lors d'une compétition majeure, grâce au repêchage ou à la réalisation de l'une des meilleures performances parmi celles des « non qualifiés directement » (grâce au meilleur temps ou à la meilleure distance par exemple) (secondary qualifier)